# John Ausonius

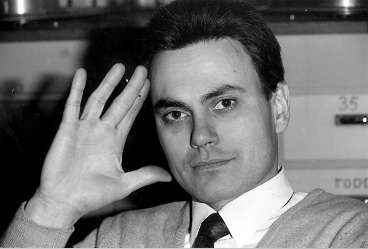
John Ausonius (1986)

John Ausonius (* 12. Juli 1953 als Wolfgang Alexander John Zaugg in Lidingö) ist ein verurteilter neonazistischer schwedischer Mörder.
Er schoss 1991/92 in Schweden auf insgesamt elf Menschen mit Migrationshintergrund und tötete dabei einen. Wegen seiner Tatausführung mit einem Gewehr mit Laser-Zielvorrichtung wurde er in den Medien als der „Lasermann“ (schwedisch Lasermannen) bekannt. Er wurde wegen Mordes, achtfachen Mordversuchs und acht schweren Raubdelikten 1994 in Schweden zu einer lebenslangen Freiheitsstrafe verurteilt.
2018 wurde er wegen eines weiteren Mordes, den er 1992 an der jüdischen KZ-Überlebenden Blanka Zmigrod in Frankfurt am Main verübt hatte, zu lebenslanger Haft mit anschließender Sicherungsverwahrung verurteilt.

## Herkunft und Straftaten
Ausonius wurde als Wolfgang Alexander John Zaugg geboren. Sein Vater war aus der Schweiz, seine Mutter aus Deutschland nach Schweden eingewandert. Er änderte seinen Namen zuerst in John W. A. Stannerman und dann in John W. A. Ausonius, nach dem gallo-römischen Beamten und Dichter Ausonius, auf dessen Namen er in der Gefängnisbibliothek gestoßen war. Nach Bankrauben und der Verurteilung wegen mehrfacher Gewaltverbrechen ging er zum versuchten Serienmord über.
Von August 1991 bis Januar 1992 schoss er als zunächst unerkannter Täter auf insgesamt elf Personen bei zehn verschiedenen Taten in Stockholm und Uppsala. Eine Person kam dabei ums Leben, die anderen überlebten schwerverletzt. Alle Opfer hatten dunkles Haar oder eine dunkle Hautfarbe und waren Einwanderer. Ausonius benutzte dabei zuerst ein Gewehr mit Laser-Zielvorrichtung, woher seine Bezeichnung als Lasermannen in der schwedischen Presse rührt, später einen Revolver.
Die Taten führten zu Schwedens zweitgrößter Polizeiaktion nach der wegen des Mordes an Olof Palme 1986. Nach sechs Monaten wurde Ausonius bei einem Bankraub auf frischer Tat verhaftet.

## Ermittlungen
Der Polizei fiel es zunächst schwer, Ausonius als Täter für die von ihm begangenen Tötungsdelikte zu ermitteln, da er vor den Angriffen keinen Bezug zu seinen Opfern hatte. Der Durchbruch kam, als die Polizei Berichte über einen weißen Nissan Micra SLX prüfte, der im Zeitraum 22. bis 23. Januar 1992 am Tatort gesehen worden war. Die Polizei begann daher, alle Halter dieses Wagentyps zu kontaktieren. Ausonius hatte ein derartiges Fahrzeug von einem Stockholmer Autovermieter gemietet. Als die Polizei im Verlauf der Fahndung versuchte, Ausonius zu kontaktieren, stellte sie fest, dass weder die angegebene Adresse noch die Telefonnummer stimmten. Am 25. Februar wurde eine Vorladung an ein Postfach, von dem man ausging, dass Ausonius es benutzte, geschickt. Da Ausonius die Nachrichten verfolgte und ihm klar wurde, dass die Polizei den von ihm benutzten Fahrzeugtyp suchte, reiste er aus Schweden vorläufig nach Südafrika.
Mittlerweile hatte die Polizei sein Strafregister geprüft und festgestellt, dass er vorbestraft war. Einer der Ermittler hatte bei den Palme-Mordermittlungen von John Stannerman (Ausonius’ früherer Name) gehört, einem bekannten Palme-Hasser, der früher beim Kino Grand in der Straße Sveavägen als Filmvorführer gearbeitet hatte. Ausonius saß jedoch zum Zeitpunkt des Todes Palmes wegen mehrerer Gewaltverbrechen in Kumla im Gefängnis und war schnell als Tatverdächtiger ausgeschlossen worden.
Im Verlauf der Untersuchungen kam heraus, dass Ausonius bei mehreren Pfandhäusern Stammkunde war. Ein noch Unbekannter hatte 18 Banken in Stockholm überfallen und war jeweils mit einem Fahrrad geflüchtet. Es stellte sich heraus, dass Ausonius nach jedem erfolgten Banküberfall seine Sachen aus dem Pfandhaus ausgelöst hatte.
Ausonius reiste im Mai 1992 nach Schweden zurück und leerte sein Postfach, wodurch die Polizei von seiner Rückkehr erfuhr. Da seine Adresse unbekannt blieb, ließ man seine Lieblingsvideothek beobachten und folgte ihm am 11. Juni 1992 zu seinem Wohnsitz. Am folgenden Tag verließ er am Vormittag das Haus, fuhr mit dem Fahrrad nach Södermalm, zog sich in einer Einfahrt um und überfiel vor den Augen der Polizei die Svenska Handelsbanken in der Straße Hornsgatan. Nach einem Schusswechsel konnte Ausonius überwältigt werden.

## Strafe wegen Mordes in Schweden
Am 14. Januar 1994 verurteilte das Stockholmer Amtsgericht (Stockholms tingsrätt) Ausonius trotz Leugnens zu einer lebenslangen Freiheitsstrafe. Von zwei Mordversuchen wurde er freigesprochen. Während des anschließenden Verfahrens vor dem Svea hovrätt, dem Stockholmer Appellationsgericht, weigerten sich seine beiden Anwälte, ihn weiter zu vertreten, da er sie am 4. Oktober 1994 während der Haft in Kronoberg misshandelt hatte. Als der Prozess mit zwei neuen Verteidigern fortgesetzt wurde, griff er auch diese am 31. Januar 1995 im Gericht an. Das Gericht ließ einen weiteren Wechsel nicht zu und bestätigte am 19. Mai 1995 die lebenslange Freiheitsstrafe.
Im August 2000 bekannte sich Ausonius zu seinen Taten.
Seine Opfer waren:
- 3. August 1991 – Ein Anthropologiestudent an der U-Bahn-Station Gärdet
- 21. Oktober 1991 – Ein Anthropologiestudent in Lappkärrsberget
- 27. Oktober 1991 – Ein Obdachloser nahe Torsgränd, Vasastan
- 1. November 1991 – Ein Musiker beim Brygghuset, Vasastan
- 8. November 1991 – Ein Student am Körsbärsvägen, nahe der Königlichen Technischen Hochschule Stockholm
- 22. Januar 1992 – Ein Forscher am Studentvägen in Uppsala
- 23. Januar 1992 – Zwei Personen in der Somalischen Vereinigung am Norrtull
- 28. Januar 1992 – Ein Kioskbesitzer in Djursholm
- 30. Januar 1992 – Ein Kioskbesitzer an der U-Bahn-Station Hägerstensåsen

2016 saß er immer noch im Gefängnis, erhielt aber regelmäßig Ausgang. Schwedische Rechtsexperten hielten deshalb eine baldige Entlassung für möglich.

## Strafe wegen Mordes in Deutschland
Die Staatsanwaltschaft Frankfurt am Main erhob gegen Ausonius im Mai 2017, 22 Jahre nach Abschluss der Ermittlungen, Anklage mit dem Vorwurf, in der Nacht zum 23. Februar 1992 bei einem Besuch in Frankfurt am Main die 68-jährige Blanka Zmigrod auf offener Straße mit einem Kopfschuss ermordet und beraubt zu haben. Zmigrod war zuvor von Ausonius rassistisch beschimpft worden. Sie war Holocaustüberlebende, was an ihrer Häftlingsnummer erkennbar war, die bei der Öffentlichkeitsfahndung (unter anderem in einem Beitrag von Aktenzeichen XY … ungelöst) aber nicht erwähnt wurde. Die Garderobenfrau eines Restaurants war auf dem Nachhauseweg ermordet worden; als Motiv wurde genannt, Ausonius habe die Frau verdächtigt, seinen Taschencomputer entwendet zu haben.
Im Dezember 2016 war Ausonius für dieses Strafverfahren nach Deutschland ausgeliefert worden, nachdem deutsche Behörden ihn im August 2016 in der schwedischen Haft verhört hatten. Er befand sich bis zur Urteilsverkündung in Untersuchungshaft in Frankfurt am Main. Am 21. Februar 2018 wurde Ausonius vom Landgericht Frankfurt am Main wegen Mordes schuldig gesprochen. Die Kammer verurteilte Ausonius zu lebenslanger Haft und ordnete anschließende Sicherungsverwahrung an. Aufgrund der verzögerten Anklage gelten vier Jahre bereits als verbüßt. Wegen eines Abkommens mit Schweden ist die Haft in Schweden und nicht in Deutschland anzutreten. Am 20. November 2018 verwarf der Bundesgerichtshof die Revision als unbegründet, da das Urteil des Landgerichts Frankfurt keine Rechtsfehler enthalte. Damit ist die Verurteilung rechtskräftig.

## Rezeption
Im Jahr 2002 veröffentlichte Gellert Tamas das Buch Lasermannen – En Berättelse Om Sverige, für das er im selben Jahr mit dem schwedischen Journalistik-Preis Guldspaden ausgezeichnet wurde. Es beschäftigt sich mit dem Lasermannen und dem Medienrummel. Kritisiert wurde er für die Parallelisierung des damaligen Aufstiegs der rechtspopulistischen Partei Ny demokrati mit den rassistischen Bewegungen in Schweden und deren Verbindungen zu Ausonius. Auch dass die Opfer nicht vor Veröffentlichung informiert worden waren, wurde kritisiert.
2005 setzte Sveriges Television, das öffentlich-rechtliche Fernsehen in Schweden, das Buch in eine dreiteilige Serie um. Ausonius wurde von David Dencik dargestellt. Sten Ljunggren spielte die Rolle des Ermittlungsleiters Lennart Thorin.
Der rechtsterroristische norwegische Massenmörder Anders Breivik nannte Ausonius 2011 als jemanden, mit dem er die politischen Ziele teile. Nach der Selbstenttarnung der neonazistischen Terrorgruppe Nationalsozialistischer Untergrund (NSU) Ende 2011 wies das Bundesamt für Verfassungsschutz auf die Parallelen zu Ausonius hin und bezeichnete ihn als mögliches Vorbild des NSU; Ausonius habe bei 10 Mordanschlägen in Schweden 11 Personen schwer verletzt und eine getötet. Ausonius war auch im sogenannten Field Manual (deutsch „Feldhandbuch“) des gewaltbereiten Blood-and-Honour-Netzwerks im Jahr 2000 als Vorbild geschildert worden. Bei dem Strafverfahren fanden deutsche Ermittlungsbehörden jedoch keinen direkten Bezug zwischen den Taten, die dem NSU oder Ausonius vorgeworfen werden.

## Endnoten
1. ↑  Daniel Müller: Der Laserman. in: Die Zeit Nr. 23/2017, S. 12
2. 1 2  Wolf Schmidt: Blaupause „Lasermann“. In: die Tageszeitung, 5. September 2012.
3. ↑  André Anwar: Stockholm: Tötete der "Lasermann" auch in Deutschland? In: rp-online.de. 21. November 2016, abgerufen am 8. Februar 2024.
4. ↑  Frankfurt: Rechtsextremer „Lasermann“ wegen Mordes angeklagt. In: Spiegel Online, 9. Mai 2017.
5. ↑  Kevin Culina: Der Tod der Blanka Z. In: Jüdische Allgemeine, 21. Dezember 2017; Christoph Schmidt-Lunau: Urteil zu rassistisch motiviertem Mord: „Lebenslänglich“ für Lasermann. In: Die Tageszeitung, 21. Februar 2018. Zu Zmigrods Leben kurz Swedish racist ‘laser man’ gets life for murdering Holocaust survivor. In: The Times of Israel, 21. Februar 2018 (englisch, AFP).
6. ↑  Mord in Frankfurt: Schweden liefert den „Lasermann“ nach Deutschland aus. In: Spiegel Online, 15. Dezember 2016.
7. 1 2  Oliver Teutsch: Auslieferung nach Frankfurt: Lasermann kommt vor Gericht. In: Frankfurter Rundschau, 9. Mai 2017.
8. ↑  Peter Maxwill: Urteil gegen „Lasermann“ John Ausonius: Kaltblütig, zornig, gewaltbereit. In: Spiegel Online. 21. Februar 2018, abgerufen am 23. November 2020.
9. ↑  hessenschau de, Frankfurt Germany: BGH bestätigt lebenslange Haft für "Lasermann". 27. November 2018, archiviert vom Original (nicht mehr online verfügbar) am 31. Dezember 2018; abgerufen am 31. Dezember 2018.  Info: Der Archivlink wurde automatisch eingesetzt und noch nicht geprüft. Bitte prüfe Original- und Archivlink gemäß Anleitung und entferne dann diesen Hinweis.
10. ↑  Swedish racist ‘laser man’ gets life for murdering Holocaust survivor. In: The Times of Israel, 21. Februar 2018 (englisch, AFP).
11. ↑  Deutscher Bundestag, 17. Wahlperiode: Beschlussempfehlung und Bericht des 2. Untersuchungsausschusses nach Artikel 44 des Grundgesetzes (des NSU Untersuchungsausschusses des Bundestages) BT-Drs. 17/14600, 22. August 2013, S. 163 f.
12. ↑  Deutscher Bundestag, 17. Wahlperiode: Beschlussempfehlung und Bericht des 2. Untersuchungsausschusses nach Artikel 44 des Grundgesetzes. Stellungnahme der SPD-Fraktion. BT-Drs. 17/14600, 22. August 2013, S. 875 f.

| Personendaten    | Personendaten |
| ---------------- | --- |
| NAME             | Ausonius, John |
| ALTERNATIVNAMEN  | Zaugg, Wolfgang Alexander John (Geburtsname); Stannerman, John W. A. (angenommener Name); Ausonius, John W. A. (angenommener Name); Ausonius, John Wolfgang Alexander (vollständiger Name) |
| KURZBESCHREIBUNG | schwedischer Mörder |
| GEBURTSDATUM     | 12. Juli 1953 |
| GEBURTSORT       | Lidingö |